# Drusus osogovicus
Drusus osogovicus är en nattsländeart som beskrevs av Kumanski 1980. Drusus osogovicus ingår i släktet Drusus och familjen husmasknattsländor. Inga underarter finns listade i Catalogue of Life.